# 民明書房
民明書房源於日本漫畫《魁！！男塾》中多次被引用的虛構出版社。由於其“出版作品”內容多荒誕不經，或惡搞歷史人物、自然等知識，因此在惡搞文化中往往成為引經據典的依據所在。

## 解說
- 民明書房是一個虛構出版社，專門出版一些有關於武功、醫學、歷史軼事的書籍。在同作者宮下亞喜羅的其他系列作品內也有類似的內容，在此一併介紹。
  - 在故事進行中，用來解釋人物的武功典故以及特殊的修行法、格鬥規則的起源。
- 《魁!!男塾》及宮下亞喜羅書系裡引用的出處除了民明書房外，另有下列出版社

1. "太公望書林"
2. "栄学館"
3. "時源出版"
4. "曙蓬萊新聞社"
5. "ミュンヒハウゼン出版"

在早年《魁！！男塾》於80年代-90年代初連載時，資訊科技尚未發達，有許多讀者把漫畫中列舉民明書房的典故當真，甚至電洽Jump出版社詢問何處有售民明書房的相關書籍。

## 格式
- 一則民明書房典故刊文大致包含以下內容：

1. 名稱（格鬥技或修行、習俗典故）
2. 起源解說
3. 效果強調
4. 流傳至今的變化
5. 引用書目、出版社名

- 其中的典故泰半來自中國，但使用的漢字典故卻多是以日文"当て字"的模式而創作的。

## 源起發展
民明書房出版社位於東京神田神保町一條不起眼的小巷子裡，創辦人大河內民明丸先生，西元1904年(明治37年)東京神田出生，從小個性極度害羞內向，唯一的興趣就是躲在家裡寫作，就讀東京神田尋常小學校時，文章在全國小學比賽中屢屢得獎。但出了社會之後，大河內民明丸將自己所寫的文章拿到各大出版社投稿，卻未受任何出版社的青睞，甚至被批評文筆連小學生都還不如。他心想，那是別人沒有眼光，於是1926年(大正15年)就乾脆自己成立一家出版社，賣自己寫的書，可惜還是沒有人買他的書，在23歲那年，甚至壓力大到連頭髮都掉光了。某日，他來到一處深山欲尋短自殺時，遇到一位來自中國的老人韓友諒，當他使出「神拳寺秘奧義降龍天臨霹」要飛回中國去時，大河内民明丸便衝上前去一把抓住他的腳，請求帶他一起到中國去，於是老人便將他帶回中國拳法的最高聖殿：「總本山神拳寺」。在見識到許多不可思議的奧義武功之後，大河内民明丸便決定要用筆紀錄下來，出版成書，將中國拳法發揚光大。

## 出版著作
| - 「EYEこそすべて」 - 「SKATER'S WALTZ」 - 「亜細亜刑史大系」 - 「アラスカ大紀行」 - 「暗殺密話」 - 「医学的見地から考察した中国拳法」 - 「インド人も吃驚！ヨガの奇跡」 - 「泳げ！騎馬民族」 - 「かき氷屋三代記―我永遠に氷をアイス―」 - 「玩具にみる古代中国の英知」 - 「神奇的鳥慶漢」 - 「氣－その効用と実践」 - 「氣的科學」 - 「教育と体罰」 - 「驚奇的昆蟲世紀」 - 「喰うか喰われるか！！世界食通事情」 - 「クロコダイル・ダンディ―爬虫類よもやま話―」 - 「劍史記」 - 「現代麻藥集成」 - 「拳法興亡史」 - 「古代刑法大全」 - 「室内球技における中国文明の影響」 - 「實用動物事典」 - 「知られざる秘拳」 - 「人体―その代謝機能の神秘―」 - 「スポーツ起源異聞」 - 「西欧文明－その爛熟と退廃－」 - 「世界拷問史」 - 「世界古代兵器大鑑」 - 「世界氣象大鑑」 - 「世界死鬥決鬥百選」 - 「世界史にみる現代兵器の源泉」 - 「世界スポーツ奇譚」 - 「世界的怪拳、奇拳」 - 「戰國異聞記」 - 「戰國決鬥異聞」 - 「戰國武藝者來往」 | - 「戰國武將考察」 - 「戰國武將人情錄」 - 「相撲人生待ったなし」 - 「大磁界」 - 「大衆操作暗黒史」 - 「誰が為に鐘は鳴る」 - 「戦う動物大百科」 - 「中国宮廷儀礼典範」 - 「中国拳法修行大鑑」 - 「中国拳法－その科学性－」 - 「中國拳法大武鑑」 - 「中國拳法－火之考察－」 - 「中国拳法にみる東洋医術」 - 「中國古代驚奇醫學大鑑」 - 「中国三千年の歴史に学ぶ現代人の知恵」 - 「中国電化大革命史」 - 「中國日本武術交流密史」 - 「中國的奇拳―その起源と発達―」 - 「中國密拳滿漢全席」 - 「中国武具―その創造と継承―」 - 「中國武術全覽」 - 「ツタンカーメンの逆襲」 - 「鐵拳記」 - 「独習中国拳法」 - 「肉體的秘密」 - 「肉体の神秘とスポーツ」 - 「日本風俗奇譚」 - 「バットマンかく語りき」 - 「罘虻流昆虫記」 - 「武士魂」 - 「武道達人逸話集」 - 「武之中國史」 - 「分子核構造その理論」 - 「炎之武將：織田信長」 - 「マグネットパワー―二十一世紀をこう変える―」 - 「ヨーロッパ中世スポーツの起源」 - 「戮家その全貌」 |
| | |

## 其他作品引用民明書房的例子
- JoJo的奇妙冒險不滅鑽石
- 線上遊戲的老婆不可能是女生？
- 小松君
- Hunter x Hunter 獵人315話
- 愛情，兩好三壞
- 國王排名

## 媒體誤用
- 三立新聞解釋破麻　被《魁！！男塾》民明書房擺一道 （页面存档备份，存于），NOWnews